# رسم ورعاية

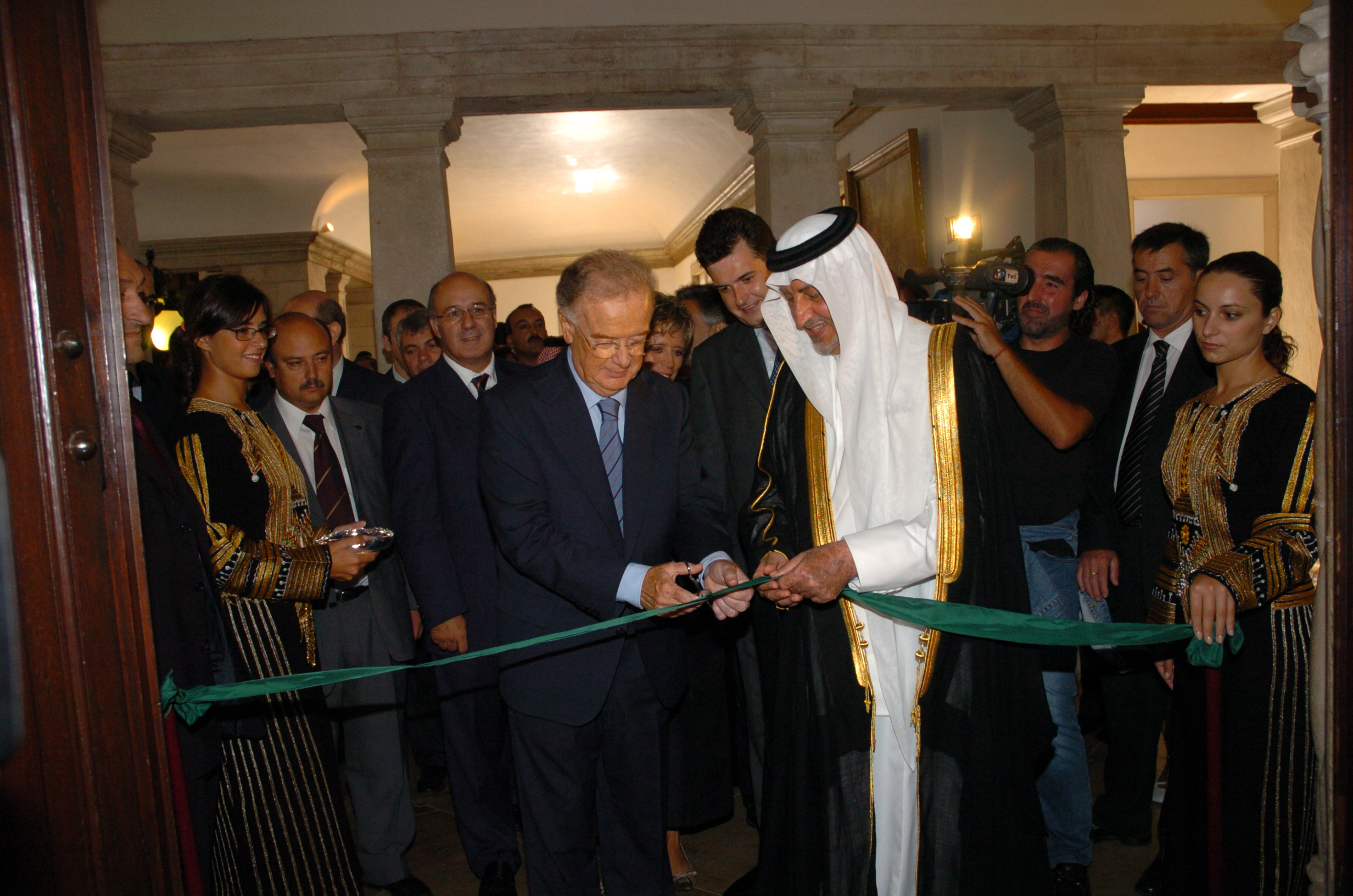
الرئيس البرتغالي خورخي سامبايو والأمير خالد الفيصل يفتتحان معرض سينترا

رسم ورعاية (Painting & Patronage) هو برنامج للتبادل الثقافي والفني بين المملكة العربية السعودية والمجتمع الدولي. تأسست في عام 1999 من قبل الأمير خالد الفيصل، أبن الملك الراحل فيصل بن عبد العزيز آل سعود.
تم تنفيذ أول مبادرة للرسم والرعاية في دار المآدب في لندن في يونيو 2000 تحت رعاية أمير ويلز والأمير خالد الفيصل ومبدأ معرض الألوان المائية واللوحات الزيتية من قبل الأمراء.

## روابط خارجية
- Painting & Patronage Official Website in English, Portuguese and Spanish
- King Faisal Foundation Official Website
- The Prince's School of Traditional Arts Official Website